# Puchar Europy w Lekkoatletyce 2002
23 Puchar Europy w lekkoatletyce – międzynarodowa impreza lekkoatletyczna, która odbyła się 22 i 23 czerwca. Organizatorem Pucharu Europy było European Athletic Association.

## Superliga
Zawody Superligi Pucharu Europy zostały zorganizowane we francuskim mieście Annecy. Rywalizację wśród mężczyzn wygrała reprezentacja Niemiec, a wśród pań tryumfowały zawodniczki z Rosji.

### Tabela końcowa
| Pozycja | Reprezentacja   | Punkty |
| ------- | --------------- | ------ |
| 1       | Niemcy          | 109    |
| 2       | Francja         | 107    |
| 3       | Rosja           | 96     |
| 4       | Wielka Brytania | 95     |
| 5       | Włochy          | 91,5   |
| 6       | Polska          | 87     |
| 7       | Ukraina         | 64,5   |
| 8       | Finlandia       | 61     |

| Pozycja | Reprezentacja   | Punkty |
| ------- | --------------- | ------ |
| 1       | Rosja           | 122,5  |
| 2       | Niemcy          | 103    |
| 3       | Francja         | 89     |
| 4       | Rumunia         | 88     |
| 5       | Wielka Brytania | 80,5   |
| 6       | Polska          | 75,5   |
| 7       | Ukraina         | 73,5   |
| 8       | Włochy          | 73     |